# Drácula (em espanhol)
Drácula é um filme estadunidense de 1931, do gênero terror, dirigido por George Melford e estrelada por Carlos Villarías. Trata-se da versão em espanhol do filme Drácula (1931). 
O filme tinha suas gravações à noite, usando os mesmos sets que, durante o dia, serviam para a versão em inglês. Na época, era comum os estúdios de Hollywood produzirem versões em línguas estrangeiras dos seus filmes (normalmente em francês, espanhol, italiano ou alemão), usando os mesmos sets e figurinos.

## Sinopse
Na noite sinistra dos "Walpurgis", após uma travessia de carruagem pelos Montes dos Cárpatos na Europa Central, o advogado Renfield chega ao castelo do Conde Drácula na Transilvânia. Sua missão é finalizar o contrato de aluguel de uma propriedade em Londres, a abandonada Abadia Carfax, para o Conde. Ele não sabe mas seu nobre anfitrião é um vampiro, que se alimenta de sangue humano e só pode sair à noite, seja como um humano, ou transmutado em um morcego, lobo ou mesmo uma espessa névoa. O Conde deixa Renfield inconsciente com uma droga misturada a um vinho, o hipnotiza e o transforma em seu escravo. Renfield cuida para que Drácula seja transportado em seu caixão por navio, o Vesta, até Londres.
Ao chegar ao porto da cidade britânica, a tripulação do Vesta está toda morta e o único aparente sobrevivente é Renfield, completamente enlouquecido e se alimentando do sangue de pequenos animais. Ele é enviado a um manicômio, enquanto Drácula começa seu ataque aos londrinos.
Drácula atrai Eva Seward, filha do Dr. Jack Seward e que cuida do manicômio. Quando Mina passa a agir estranhamente, o Dr. Seward chama seu amigo, o Dr. Abrahan Van Helsing, que percebe que a moça foi vitimada por um vampiro. Ele encontra Drácula e logo o identifica como sendo a criatura que atacou Mina, pois o conde não reflete no espelho e sente repulsa por uma erva (que depois seria traduzido por alho). Então juntamente com o irmão de Eva, Juan, eles tentam impedir que o maligno conde continue com seus planos inumanos.

## Elenco
- Carlos Villarias - Conde Dracula
- Lupita Tovar - Eva Seward
- Barry Norton - Juan Harker
- Pablo Alvarez Rubio - Renfield
- Eduardo Arozamena - Professor Van Helsing
- Jose Soriano Viosca - Dr Seward
- Carmen Guerrero - Lucia Weston
- Amelia Senisterra - Marta
- Manuel Arbo - Martin